# 2956 Yeomans
2956 Yeomans eller 1982 HN1 är en asteroid i huvudbältet som upptäcktes den 28 april 1982 av den amerikanske astronomen Edward L.G. Bowell vid Anderson Mesa Station. Den är uppkallad efter den amerikanske astronomen Donald K. Yeomans.
Asteroiden har en diameter på ungefär 9 kilometer.